# Casa Senyorial de Litene
La Casa Senyorial de Litene (en letó: Litenes muižas pils) és una mansió a la Parròquia de Litene de la regió històrica de Vidzeme, al Municipi de Gulbene del nord de Letònia.

## Història
Va ser construïda durant la primera meitat del segle xix en estil clàssic pel baró Otto von Wolff a la vora del riu Pededze. La casa va ser incendiada durant la revolució russa de 1905, però més tard va ser restaurat en formes més simplificades. Després de les reformes agràries letones durant el 1921 la mansió va ser nacionalitzada i les terres dividides. Des de 1924 l'edifici allotja l'escola primària Litene.